# Novillers
Novillers is een gemeente in het Franse departement Oise (regio Hauts-de-France) en telt 315 inwoners (1999). De plaats maakt deel uit van het arrondissement Beauvais.

## Geografie
De oppervlakte van Novillers bedraagt 4,8 km², de bevolkingsdichtheid is 65,6 inwoners per km².
De onderstaande kaart toont de ligging van Novillers met de belangrijkste infrastructuur en aangrenzende gemeenten.

## Demografie
Onderstaande figuur toont het verloop van het inwonertal (bron: INSEE-tellingen).

1. ↑  Populations de référence 2022.